# Moshchena
Moshchena (tiếng Ukraina: Мощена, tiếng Ba Lan: Moszczana) là một làng ở Kovel Raion, tỉnh Volyn, Ukraina. Dân số ở đây là 581 người.
Làng được ghi nhận đầu tiên vào năm 1543.